# 怪兽人力网
怪兽人力网（Monster Worldwide, Inc. ）是一家美国就业服务提供商，Monster.com為該公司旗下運營的網站。2010年8月24日，怪兽人力网收購了雅虎的HotJobs。2010年12月31日，公司收購了JobBusan，这是一家在韩国釜山從事在线招聘業務的企业。2016年8月，总部位于荷兰迪门的荷兰跨国人力资源咨询公司Randstad Holding宣布收购Monster Worldwide。